# Natriumpersulfat
Natriumpersulfat (Na2S2O8) är ett salt av natrium och persulfatjoner.

## Egenskaper
Natriumpersulfat är ett starkt oxidations- och blekmedel. Det är lösligt i vatten, men är inte hygroskopiskt. Det kan vara irriterande vid kontakt med hud, ögon och luftstrupe.

## Användning
Natriumpersulfat används vid etsning av koppar på mönsterkort. Den koppar som skyddas av ledningsmönstrets lack blir kvar, men oskyddad koppar bildar kopparsulfat (CuSO4) och löses upp i vattnet.
{\displaystyle {\rm {Cu+Na_{2}S_{2}O_{8}\rightarrow Na_{2}SO_{4}+CuSO_{4}}}}